# Barbro Hiort af Ornäs
Pour les articles homonymes, voir Hiort af Ornäs.

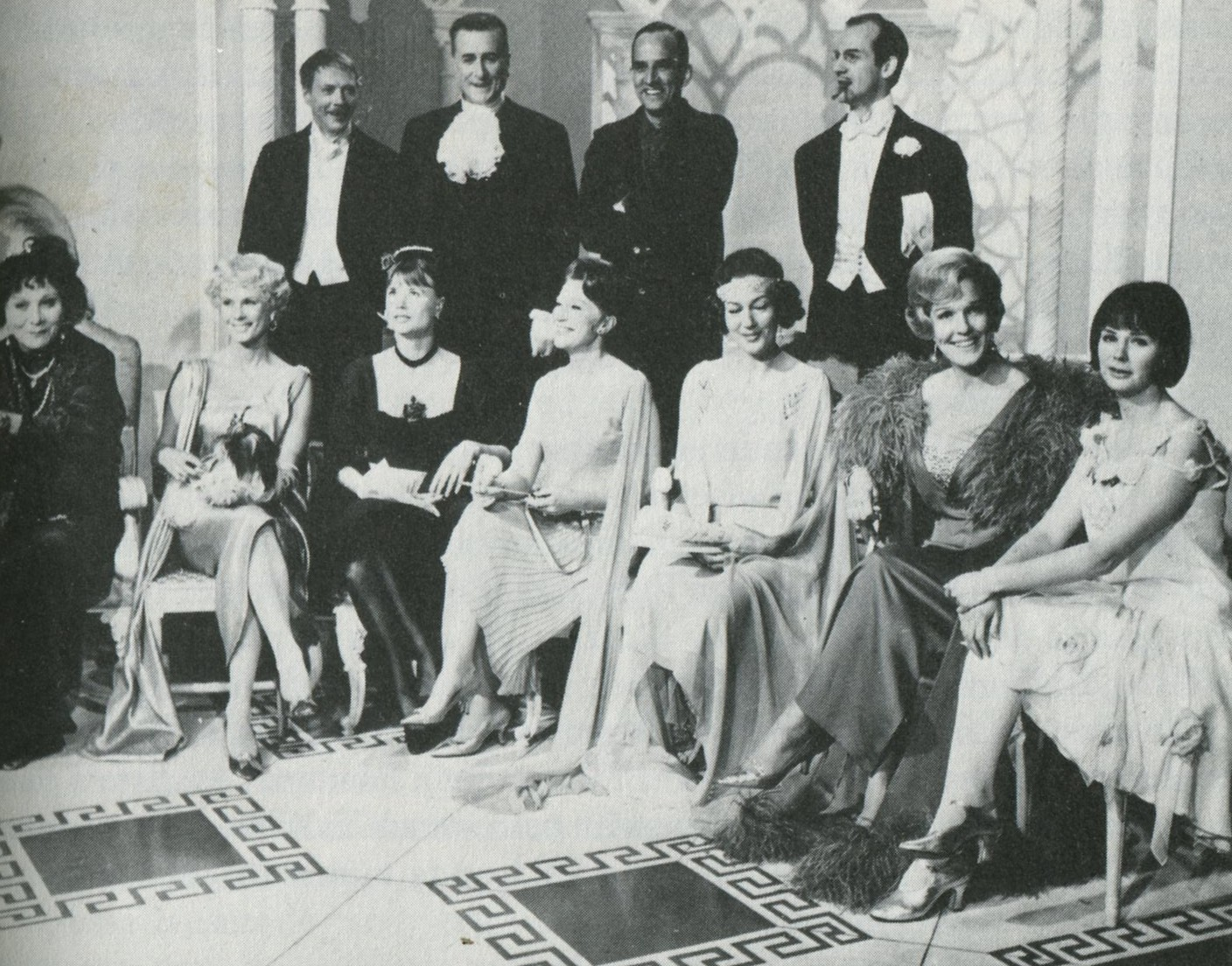
Troupe du film Toutes ses femmes 1964. Debout de gauche à droite : Allan Edwall, Georg Funkquist, Ingmar Bergman et Jarl Kulle.
Assises de gauche à droite : Karin Kavli, Bibi Andersson, Harriet Andersson, Gertrud Fridh, Barbro Hiort af Ornäs, Eva Dahlbeck et Mona Malm.

Barbro Hiort af Ornäs, née le 28 août 1921 à Göteborg et morte le 27 novembre 2015 à Stockholm, est une actrice suédoise.

## Filmographie

### Cinéma
- 1943 : Kvinnor i fångenskap d'Olof Molander : Kaj Ekman
- 1946 : Ungdom i fara de Per G. Holmgren : Bibbi Nicklasson
- 1949 : Flickan från tredje raden d'Hasse Ekman : Dagmar Antonsson
- 1950 : Medan staden sover de Lars-Eric Kjellgren : Rutan
- 1950 : Fästmö uthyres de Gustaf Molander : Gertrud Stenström
- 1951 : Greve Svensson d'Emil A. Lingheim : Greta Svensson
- 1953 : Barabbas d'Alf Sjöberg : Marie-Madeleine
- 1955 : Älskling på vågen de Schamyl Bauman : Linda
- 1955 : Mademoiselle de Scudery (Das Fräulein von Scuderi) d'Eugen York : la Matiniere
- 1956 : Sju vackra flickor d'Håkan Bergström : Adele Hellgren
- 1957 : Som man bäddar... de Börje Larsson : la secrétaire
- 1957 : Vägen genom Skå d'Hans Dahlin : Emma
- 1957 : Spielbank-Affäre d'Arthur Pohl : la directrice
- 1957 : Gäst i eget hus de Stig Olin : Lisen
- 1958 : Au seuil de la vie (Nära livet) d'Ingmar Bergman : Brita, l'infirmière
- 1961 : Le Garçon dans l'arbre (Pojken i trädet) d'Arne Sucksdorff : la mère
- 1961 : Lita på mej, älskling! de Sven Lindberg : un juré
- 1964 : Toutes ses femmes (För att inte tala om alla dessa kvinnor) d'Ingmar Bergman : Beatrica
- 1964 : Les Amoureux (Älskande par) de Mai Zetterling : Lilian
- 1968 : La Honte (Skammen) d'Ingmar Bergman : la femme dans le bateau
- 1968 : Sous les caresses du plaisir (...som havets nakna vind) de Gunnar Höglund : Aida, la mère de Lander
- 1969 : Comme la nuit et le jour (Som natt och dag) de Jonas Cornell : Madeleine
- 1969 : Journal intime d’une demi-vierge (Eva - den utstötta) de Torgny Wickman : Jenny Berggren
- 1969 : Une passion (en passion) d'Ingmar Bergman : la femme en rêve
- 1970 : Les Envoutées (Skräcken har 1000 ögon) de Torgny Wickman : Barbro, la grand-mère de Sven
- 1971 : Le Lien (Beröringen) d'Ingmar Bergman : la mère de Karin
- 1973 : Ils avaient les mains sales (Smutsiga fingrar) d'Arne Mattsson : Stefan's mother
- 1973 : Scènes de la vie conjugale (Scener ur ett äktenskap) d'Ingmar Bergman : Madame Jacobi
- 1973 : Mariage (Bröllopet) de Jan Halldoff : Karin Löfgren
- 1975 : Champagnegalop de Vernon P. Baker : Madame Armstrong
- 1977 : Mackan de Birgitta Svensson : la cuisinière scolaire
- 1979 : Jag är med barn de Lasse Hallström : Greta l'infirmière
- 1985 : Sällskapsresan 2 - Snowroller de Lasse Åberg : la mère de Stig et Helmer
- 1988 : S.O.S. - En segelsällskapsresa de Lasse Åberg : la mère de Stig et Helmer
- 1991 : Amelia de Leyla Assaf-Tengroth : Yvonne, la mère de Gosta
- 1991 : Ofrivillige golfaren, Den de Lasse Åberg : la mère de Stig et Helmer
- 1997 : Selma & Johanna - en roadmovie d'Ingela Magner : la grand-mère
- 1999 : Hälsoresan - En smal film av stor vikt de Lasse Åberg : Mamma
- 2005 : Den utvalde d'Eric Donell et Martin Söder : la grand-mère

### Vidéo
- 1993 : Roseanna de Daniel Alfredson : la femme du colonel

### Télévision
- 1959 : Oväder på Sycamore street : Anna Blake
- 1959 : Åke och hans värld : ma mère
- 1959 : Måsen : Polina Andrejevna
- 1960 : Ung och grön : Lady Raeburn
- 1960 : Skuggorna : la femme
- 1960 : Spökhotellet : Madame Cot
- 1960 : Antigone : Eurydike
- 1960 : En av sju : Madame Steinhausen
- 1960 : Björnen : Elena Popowa
- 1961 : Vildanden : Madame Sörby
- 1961 : Eurydike : la mère
- 1961 : Ljuva ungdomstid : Lily Miller, la sœur de Nat
- 1962 : Dödens arlekin
- 1962 : På jakt efter lyckan : Klavdija Vasilevna Savina
- 1968 : Pygmalion : Madame Eynsford Hill
- 1981 : Kom igen, nu'rå! : Mamman
- 1987 : Trädet : la tante religieuse
- 1991 : Teatermakarna : l'hôtesse d'accueil de l'auberge
- 2000 : Judith : Agnes Waldengren
- 2001 : Återkomsten : Ester

### Séries
- 1967 : Drottningens juvelsmycke : The Duchess (épisode 5)
- 1969 : Håll polisen utanför : Dagny
- 1981 : Skärp dig, älskling : Dagny
- 1996 : Skuggornas hus : Mademoiselle Wagner

## Prix
- 1958 :  Prix d'interprétation féminine, avec Bibi Andersson, Eva Dahlbeck et Ingrid Thulin, au Festival de Cannes, pour Au seuil de la vie d'Ingmar Bergman